# مردوخ أبو سرور
مردوشي أبي سرور (بالعبرية: מרדכי אבי סרור) (1826م - 1886م)، هو حاخام ومستكشف يهودي مغربي، مراسل للجمعية الجغرافية الباريسية ودليل شارل دو فوكو في بلاد المغرب.

## مسيرته

### دراسته
ولد في تكاديرت أقا جنوب المغرب، انتقل وهو ذو تسعة سنوات إلى مراكش حيث درس التلمود والعبرية. في سنة 13 تم ارساله إلى القدس لمتابعة الدراسات اليهودية؛ استغرق ثلاث سنوات للوصول إلى فلسطين. هناك، قضى أربع سنوات في مثيبة وفي ربيع 1846م حصل على لقب حاخام. خدم عندم يهود حلب في سوريا لمدة عام، سمح له بجمع ما يكفي من المال للعودة للمغرب. وبين سنوات 1847-1858 عمل كحاخام في الجزائر العاصمة وسكيكدة.

### السفر إلى الصحراء
سافر إلى تامنطيت في توات (الآن جنوب غرب الجزائر) وأجرى اتصالات مع أصحاب القوافل، فجمع ثروته وعاد إلى مسقط رأسه آقا. قرر عبور الصحراء مع شقيقه الأصغر إسحاق، للوصول إلى تمبكتو، مرت رحلته بشكل جيد حتى وصل شمال مالي، حيث لا يسمحون لغير المسلمين العبور لتمبكتو، لكنه تمكن من اقناع حراس المكان من خلال ذكاءه ومعرفته بالنص القرآني، متجنبا الانتظار لعام كامل حتى الحصول على رخصة العبور.

### الإقامة في تمبكتو
من أجل الاستقرار في حمدلاي، عاصمة امبراطورية ماسينا، تمكن من اقناع حاكمها أحمدو أحمدو بالسماح لأي يهودي أو مسيحي بالإقامة والتجارة في تمبكتو مقابل دفع ضريبة. فازدهرت تجارته في هذه المدينة وفي عام 1863م كان من بين أثريائها. عاد إلى المغرب لرؤية أقاربه وإقناع الأهل والأصدقاء للانضمام إليه في منطقة الساحل. في عام 1864م، كان هناك في تمبكتو ما يكفي من اليهود، منيان حسب الشريعة اليهودية، لإقامة الصلاة جماعة وبعض الطقوس الأخرى. بسبب ضغوط خارجية، تمت مصادرة جميع ممتلكاته من قبل حاكم المدينة. ترك السرور المنطقة مفلسا سنة 1871م.

### دليل شارل فوكو
أوصى أوسكار ماكارتي، محافظ مكتبة الجزائر، شارل دوفوكو باللجوء إلى أبو سرور ليرافقه في رحلته بالمغرب. فساهم مردوخ بشكل كبير في نجاح رحلة دوفوكو في المغرب بين سنتي 1883 و1884، ولم يلق أبو سرور حقه من التقدير، فبالكاد ذكره دوفوكو في كتابه »التعرف على المغرب «1883-1884 ودون أن يقدم إليه كلمة شكر واحدة في مقدمة الكتاب، كما فعل مع آخرين، بل تحدث عنه بأوصاف قدحية في مراسلاته الخاصة.